# Alois Siegel
Alois Siegel (* 24. Juli 1904 in Reute; † 9. August 1970 ebenda) war ein deutscher römisch-katholischer Geistlicher.

## Leben
Siegel empfing seine Weihe zum Priester im Jahr 1928 und kam als Vikar zunächst nach Bruchsal. Von 1932 bis 1935 war er in Villingen und von 1935 an in Waldshut. 1938 kam er nach Schenkenzell, wo fortan der Schwerpunkt seines Wirkens blieb. Er war dort zunächst Pfarrverweser und von 1940 bis zum Ruhestand 1966 Pfarrer. 1952 erhielt er das Verdienstkreuz am Bande der Bundesrepublik Deutschland.
Neben seiner seelsorgerischen Tätigkeit war Siegel als Heimatforscher, insbesondere auf dem Gebiet der Kunstgeschichte und der religiösen Volksgeschichte tätig. Daneben schrieb er Beiträge für die Freiburger Tagespost. Im August 1970 starb Alois Siegel im Alter von 66 Jahren in seinem Geburtsort Reute (Breisgau).

## Schriften (Auswahl)
- Wenzinger, Christian. In: Hans Vollmer (Hrsg.): Allgemeines Lexikon der Bildenden Künstler von der Antike bis zur Gegenwart. Begründet von Ulrich Thieme und Felix Becker. Band 35: Waage–Wilhelmson. E. A. Seemann, Leipzig 1942, S. 385–386 (biblos.pk.edu.pl).
- Lichter am Lebensweg. Aus unserer hergebrachten Volksfrömmigkeit. Badenia, Karlsruhe 1953.